# Магнетоелектрохімія
Магне́тоелектрохі́мія (рос. магнетоэлектрохимия, англ. magnetoelectrochemistry) — розділ електрохімії, де вивчаються явища та процеси, що відбуваються під впливом магнітного поля.
Ці ефекти були відомі з часів Майкла Фарадея. Саме тоді були проведені спостереження, що свідчили про існування ефекту Холла в електролітах. Це поле знань в останні роки набуло швидкого розвитку. Інші наукові напрямки, які сприяли розвитку магнетоелектрохімії — магнітна і конвективна дифузія.